# 8807 Schenk
8807 Schenk è un asteroide della fascia principale. Scoperto nel 1981, presenta un'orbita caratterizzata da un semiasse maggiore pari a 2,3585157 UA e da un'eccentricità di 0,0828219, inclinata di 3,32275° rispetto all'eclittica.